# Цейзе, Уильям Кристофер
Уильям Кристофер Цейзе (дат. William Christopher Zeise; 15 октября 1789, Слагельсе, регион Зеландия — 12 ноября 1847, Копенгаген) — датский химик-органик. Один из пионеров металлоорганической химии,  педагог, профессор Копенгагенского университета )1829), доктор философии (1817). Член Датской королевской академии наук (с 1824).

## Биография
С 1807 обучался в Копенгагенском университете. Позже совершенствовал образование в Германии и Париже (1818—1820). С 1820 года работал в Копенгагенском университете, с 1829 года - профессор, одновременно с 1829 года — читал лекции в Политехнической школе в Копенгагене. 

## Научная деятельность
Основные исследования Цейзе относятся к общим проблемам органической химии в период её становления. Пионер в области органического анализа: разработал (1834) метод определения серы в органических соединениях, на котором основаны совремеменные способы. Получил из сероуглерода и алкоголята калия первый ксантогенат (1822), из сероуглерода и мочевины — тиокарбаминовую кислоту (1824), первый тиоспирт (этилмеркаптан, 1833), диэтилдисульфид (1834). Первым понял аналогию между маркаптанами и спиртами. Синтезировал (1827) органические соединения платины К[С2Н4РtCl3] и его димер (соли Цейзе).Правильно определил (1847) соотношение углерода и водорода в каротине, но предложил неверную формулу последнего.
Провёл первый синтез тиол.